# Voievoda
Voievoda – wieś w Rumunii, w okręgu Teleorman, w gminie Furculești. W 2011 roku liczyła 651 mieszkańców.